# پارک ملی بوترینت
پارک ملی بوترینت (به لاتین: Butrint National Park) یک پارک ملی و منطقه حفاظت‌شده در آلبانی است که در شهرستان ولوره واقع شده است.